# Wolfgang Wissenburg
Wolfgang Wissenburg, auch Wolfgang Weyssenburger (* 1496; † 9. März 1575 in Basel) war ein Schweizer Reformator, Geograph und Hochschullehrer.

## Leben

### Familie
Wolfgang Wissenburg war der Sohn des Webers und Ratsherrn Jakob Suter, genannt Wissenburg.
Er war in erster Ehe mit Magdalena (geb. Kürner) und in zweiter Ehe mit Elisabeth (geb. Wohnhas) verheiratet.

### Ausbildung
Wolfgang Wissenburg wurde durch einen Mönch unterrichtet und immatrikulierte sich am 7. Oktober 1510 an der Universität Basel zu einem Theologiestudium und einem Studium der Alten Sprachen; auf Empfehlung von Heinrich Glareanus studierte er auch noch Mathematik und Geographie. Er promovierte 1512 zum Bakkalaureus und 1515 zum Magister Artium.

### Berufliches Wirken
1518 wurde Wolfgang Wissenburg Priester am Basler Spital und war ab 1520 Professor für Mathematik an der Artistenfakultät der Universität Basel. 1516 empfing er die Priesterweihe und wurde zum Prediger an der Franziskanerkirche (heute: Barfüsserkirche) in Basel gewählt. 1525 nahm er, gemeinsam mit Marx Bertschi (1483–1566), an einem Treffen auf der Zunft zu Webern teil; die Zunft in der Steinenvorstadt galt damals als ein Hort der Reformation. 1522 nahm er mit Bonifacius Wolfhart am Baseler Spanferkelessen teil.
Von 1529 bis 1541 war er reformierter Pfarrer an der Basler Theodorskirche, worauf er von 1541 als Nachfolger von Simon Grynäus Professor für Neues Testament war; in dieser Zeit war er zugleich von 1543 bis 1548, als Nachfolger des bereits 1541 verstorbenen Andreas Bodenstein, Pfarrer an der Basler Kirche St. Peter.
Er war 1536, 1549 und nochmals 1557 Rektor der Universität.
1540 ernannte ihn die Universität Basel zum Dr. theol.
Sein Bildnis hängt in der Alten Aula der Universität Basel.

### Reformatorisches Wirken
Wolfgang Wissenburg war, neben Johannes Oekolampad, die bedeutendste Gestalt der Basler Reformation (siehe auch: Reformation und Gegenreformation in der Schweiz#Die Verbreitung der Reformation in der Eidgenossenschaft bis 1529).
Er las die Schriften von Martin Luther und gehörte zu den Vorkämpfern der Reformation in Basel und nahm an den Disputationen 1526 in Baden und 1528 in Bern teil. Er unterstützte auch Johannes Oekolampad bei der Einführung der Reformation in Basel und war der erste Basler Geistliche, der in seiner Kirche die Messe in deutscher Sprache bereits seit 1522 las. In der Abendmahlsfrage wich er von der Auffassung von Huldrych Zwingli ab, was zu einer Ermahnung führte.
An der Artistenfakultät galt er der konservativen Mehrheit als Führer der Reformbestrebungen.
Er verfasste verschiedene theologische Schriften und stand in diesem Zusammenhang mit Lorenzo Buonincontro (1410–1500), Laurentius Corvinus, Matthias Flacius Illyricus, Andrzej Frycz, Luca Gaurico, Hieronymus Gemusaeus, Johannes Heinrich Kneblin (1531–1582), Domenico Mario Nigro, Johannes Ökolampadius und Heinrich Pantaleon in Kontakt. Weiterhin stand er mit Heinrich Bullinger in brieflichem Kontakt sowie in persönlichem Kontakt mit Rudolf Gwalther. Er lässt auch über Sigismund Gelenius einen Gruss an Philipp Melanchthon ausrichten.
In seiner Schrift Oratio de auctoritate synodorum beschäftigte er sich mit den Verfassungsverhältnissen der reformierten Kirche und in De vero usu coenae Domini behandelte er die Abendmahlslehre, dazu verfasste er verschiedene Sammlungen theologischer Thesen und gab eine Ptolemäusausgabe mit neuen, vermutlich von ihm selbst gezeichneten, Karten heraus.
In Descriptio terrae sanctae, das 1536 als Anhang im gleichnamigen Werk von Jakob Ziegler erschien, schildert er, abweichend von allen übrigen aus jener Zeit stammenden Beschreibungen Palästinas, die Orte der Heiligen Geschichte in alphabetischer Anordnung mit Angabe der biblischen Belegstellen.

## Trivia
Er tadelte Paracelsus öffentlich, als dieser bei einer Lesung erklärte, will Gott nicht helfen, so helfe der Teufel.

## Schriften (Auswahl)
- Johannes Ökolampadius; Wolfgang Wissenburg: Ableynung der Schützred der Opffermeß, die Pelargus Predigers orden, eim Ersamen Radt zu Basel überantwort soll han. Basel: Bebel, 1528.
- Jakob Ziegler, Wolfgang Wissenburg: Terrae Sanctae, qavm Palaestinam. Argentorati: Rihelius, 1538.
- Declaratio Tabulae Quae Descriptionem terrae sanctae continet. Argentorati: Rihelius, 1538.
- De autoritate synodorum : Das ist Vom gewalt und herligkeit der Synoden, wie notwendig und nutzlich die seyend in der Kilchen Gottes: Ouch wer, wie, unnd worumb sy sollend gehalten werden / Durch Wolphgangum Wissenburg, D. und Predicant by sant Peter zuo Basel, anzeygt in gehaltnen Synoden daselbs. Basel: Eras. Zymmerman, 1546.
- Matthias Flacius; Wolfgang Wissenburg: Antilogia Papae: hoc est, de corrupto Ecclesiae statu et totius cleri papistici perversitate, Scripta aliquot veterum authorum, ante annos plus minus CCC, et interea: nunc primum in lucem eruta, et ab interitu vindicata. Basilea: Oporinus, 1555.
- Andrzej Frycz; Wolfgang Wissenburg: Von Verbesserung des Gemeinen Nutz Fünff Bücher Andree Fritij Modreuij Königlicher Maiestet zu Polen Secretarij. Basel: Brylinger, 1557.
- Auszug etlicher sprüchen der alten Lehrern, in welchen grüntlich angezeigt wirdt, wie vnd was in der ersten vnd anfäncklichen kirchen Christi vom heiligen Abentmal des Herren geleert, vnd wie die wort des selbigen von jnen auszgelegt seind worden: Mit eyner vorrede in[n] welcher kurtzlich angezeigt warin[n] der spahn vnd mißverstand der heütigen spaltung gelegen seye. Basel 1562.